# Championnat national de tennis des États-Unis 1938
Pour un article plus général, voir US Open de tennis.
Résultats détaillés de l’édition 1938 du championnat de tennis US National qui est disputée du 22 au 27 août 1938 (en double) et du 8 au 25 septembre 1938 (en simple).

## Palmarès
| Tableau          | Vainqueurs                       | Vainqueurs | Score              | Finalistes                          | Finalistes     |
| ---------------- | -------------------------------- | ---------- | ------------------ | ----------------------------------- | -------------- |
| Simple dames     | Alice Marble                     | États-Unis | 6-0, 6-3           | Nancye Wynne Bolton                 | Australie      |
| Simple messieurs | Donald Budge                     | États-Unis | 6-3, 6-8, 6-2, 6-1 | Gene Mako                           | États-Unis     |
| Double dames     | Sarah Palfrey Cooke Alice Marble | États-Unis | 6-8, 6-4, 6-3      | Simone Mathieu Jadwiga Jędrzejowska | France Pologne |
| Double messieurs | Donald Budge Gene Mako           | États-Unis | 6-3 6-2 6-1        | Adrian Quist John Bromwich          | Australie      |
| Double mixte     | Alice Marble Donald Budge        | États-Unis | 6-1, 6-2           | Thelma Coyne Long John Bromwich     | Australie      |

## Simple dames
|  |              |  |   |   |  |
|  | Finale       |  |   |   |  |
|  |              |  |   |   |  |
|  |              |  |   |   |  |
|  | Alice Marble |  | 6 | 6 |  |
|  | Alice Marble |  | 6 | 6 |  |
|  | Nancye Wynne |  | 0 | 3 |  |

## Double dames
|  |                                      |  |   |   |   |
|  | Finale                               |  |   |   |   |
|  |                                      |  |   |   |   |
|  |                                      |  |   |   |   |
|  | Sarah Fabyan Alice Marble            |  | 6 | 6 | 6 |
|  | Sarah Fabyan Alice Marble            |  | 6 | 6 | 6 |
|  | Simonne Mathieu Jadwiga Jędrzejowska |  | 8 | 4 | 3 |

## Double mixte
|  |                            |  |   |   |  |
|  | Finale                     |  |   |   |  |
|  |                            |  |   |   |  |
|  |                            |  |   |   |  |
|  | Alice Marble Donald Budge  |  | 6 | 6 |  |
|  | Alice Marble Donald Budge  |  | 6 | 6 |  |
|  | Thelma Coyne John Bromwich |  | 1 | 2 |  |